# 클라우스 (영화)
《클라우스》(스페인어: Klaus)는 2019년 넷플릭스에서 공개된 크리스마스용 애니메이션 영화이다. 산타클로스의 전설을 모티브로 하였으며, 우체부 제스퍼가 외딴 섬마을에서 목수 노인 클라우스를 만나면서 벌어지는 이야기이다.
슈퍼배드의 제작자이자, 스페인의 세르히오 파블로스 스튜디오의 대표 세르히오 파블로스가 감독을 맡았다. 영어 성우로는 제이슨 슈워츠먼, J. K. 시먼스, 라시다 존스 등이, 한국어 성우로는 엄상현, 최한, 정현경 등이 참여했다. 2019년 11월 8일 넷플릭스에서 공개되었다. 애니상 작품상, 감독상 등 7개 부문에서 수상했고, 영국 아카데미 영화상 장편 애니메이션상을 수상했다. 아카데미 장편 애니메이션 작품상 후보작이다.

## 줄거리
제스퍼 요한손은 우정총국 총재의 아들이다. 우체부 훈련을 받고 있지만 성격이 게으르고 방탕해서 성실하지 못했다. 총재는 아들의 성격을 고치기 위해 외딴 섬마을 스미어렌스버그(Smeerensburg)의 우체국으로 보내버리고, 1년 안에 편지 6천 통을 처리하지 못하면 유산은 없다고 선언한다. '모겐스'가 운전하는 연락선을 타고 마을에 도착하니, 그곳은 사시사철 눈으로 쌓여 있는 벽지였다. 그리고 마을 사람들은 엘링보(Ellingboe) 가문과 크럼(Krum) 가문으로 나뉘어서 상대 가문을 지독히 미워하고 마을 꼬마들은 서로 괴롭히고 싸웠다. 이들이 서로 편지를 주고 받기는 요원해 보였다.
제스퍼는 어떻게든 편지를 보낼 사람을 찾으려고 마을을 돌아다니다가 숲속에서 '클라우스'라는 노인을 만나게 된다. 노인은 무시무시하게 생긴 거구의 나무꾼이었는데, 그의 집은 수제 장난감으로 가득했다. 제스퍼는 노인에게서 달아나려다가 일전에 마을 아이에게 받은 그림 한 장을 흘리게 된다. 노인은 그림을 보고는 제스퍼를 데리고 그 아이의 집으로 가서, 제스퍼로 하여금 몰래 자기가 만든 장난감을 배달하고 오게 한다.
누군가 장난감을 받았다는 이야기가 마을 꼬마들에게 퍼져서 다음날 꼬마들이 제스퍼의 우체국에 몰려든다. 제스퍼는 꾀를 내어, 클라우스 노인에게 편지를 보내면 장난감을 받을 수 있다며 이들을 꾄다. 편지들이 클라우스에게 전달되고, 클라우스는 저번처럼 제스퍼와 같이 밤중에 몰래 집에 들어가서 선물을 두고 나온다. 소문은 점점 불어나고 편지를 보내는 아이들은 점점 많아진다. 제스퍼는 첫날 자기를 골탕먹였던 악동들을 보고는 '클라우스는 나쁜 아이에게는 장난감을 주지 않는다'고 경고한다. 아이들은 자신이 착한 아이란 걸 증명하려고 선행을 하기 시작한다. 마을 주민들 사이에 조금씩 이웃간의 정이 생겨난다. 한편, 편지를 쓰려고 글을 배우려는 아이들이 많아지자 학교 선생님 '알바'가 수업을 재개한다.
만들어둔 장난감이 거의 없어지자 제스퍼는 클라우스를 꼬드겨, 크리스마스에 맞추어 장난감을 더 만들자고 한다. 제스퍼를 찾아온 사미족 아이 '마르구'에게 썰매를 만들어준 뒤, 클라우스는 자기가 장난감을 만들기 시작한 이유를 제스퍼에게 이야기해준다. 목수였던 클라우스에게는 아내가 있었는데, 아이가 생기길 기대하며 장난감을 만들었지만 아내가 병으로 죽고 좌절한 것이었다. 클라우스는 자기가 마을에 불러온 변화를 깨닫고 제스퍼의 제안을 받아들이기로 한다. 사미족 사람들이 클라우스를 도와 장난감을 다시 만들기 시작한다. 제스퍼는 자신의 일에 조금씩 즐거움을 느끼고 클라우스와 알바와도 친해지게 되면서, 이 마을에 계속 남고 싶다는 생각을 하게 된다.
변화의 바람을 싫어하는 이들도 있었으니 바로 매일같이 싸우던 엘링보와 크럼 가문 사람들이었다. 이들은 제스퍼를 쫓아내기 위해 제스퍼의 아버지 총재에게, 제스퍼가 편지 할당량을 다 채웠으니 아들을 데려가라고 불러들인다. 총재는 마을에 찾아와 제스퍼를 데려가고, 클라우스와 알바는 제스퍼가 선의가 아니라 출세 때문에 이 모든 일을 한 것으로 오해하고 실망하여 돌아선다. 제스퍼는 풀이 죽어 떠나는 배에 오르지만, 아버지는 아들의 진심을 눈치채고 다시 돌려보낸다. 한편 가문 사람들은 마지막으로 클라우스의 장난감 배달을 망치려고 그의 집 앞에 나타난다.
제스퍼가 헐레벌떡 되돌아와 장난감 보따리를 실은 썰매를 끌고 도망치지만, 클라우스는 어째선지 무심했다. 가문 사람들과의 추격전 끝에 보따리가 찢어져 장난감을 분실하고 말지만, 사실 그것은 가짜들이었고, 알바가 가문 사람들의 계략을 미리 알고 가짜를 준비해둔 것이었다. 제스퍼는 오해를 풀고 클라우스와 함께 장난감을 배달한다.
스미어렌스버그 마을은 예전과는 다른 행복한 마을이 되었으며, 두 가문의 분쟁은 아들딸의 결혼식으로 종식된다. 제스퍼는 마을에 남아 알바와 결혼했고, 클라우스와 11년 동안 장난감 배달을 계속한다. 12년째 되는 어느 날, 클라우스는 바람과 함께 사라져 버린다. 제스퍼는 벽난로에 앉아 클라우스의 혼이 전 세계 아이들에게 장난감 선물을 계속하고 있다고 생각한다.

## 성우진
- 제이슨 슈워츠먼 - 제스퍼 요한손
- J. K. 시먼스 - 클라우스
- 라시다 존스 - 알바
- 윌 새소 - 악셀 엘링보
- 네다 마르그레테 라바 - 마르구
- 놈 맥도널드 - 모겐스
- 조앤 큐잭 - 크럼 부인
- 레이울프 알렉산데르센 - 사라 마르그레테 옥살

### 한국어 성우진
- 엄상현 - 제스퍼
- 최한 - 클라우스
- 정현경 - 알바
- 이경자 - 크럼
- 변영희 - 엘링보
- 김용식 - 제스퍼 아버지
- 유해무 - 모겐스
- 홍수정 - 빅 엘링보 걸
- 원호섭 - 교관
- 홍진욱 - 크럼 맨

## 비평
가톨릭평화신문의 조용준 신부는 마태복음 5장 24절을 언급하며 영화를 소개하면서, "'클라우스'에서 아이들의 선한 행동이 어른들의 반목을 치유해 가듯이, 예수님을 믿고 따르는 이들이 먼저 포용과 화해를 추구하면서 어려운 이웃에 나눔을 실천할 때 긍정적인 변화는 시작될 것이다"라고 영화의 가치를 피력하였다. 듀나는 듀나의 영화 낙서판에 올린 리뷰에서, 예측 가능한 가벼운 이야기이지만 전통적인 2D 애니메이션의 환상적인 매력이 이를 극복한다고 평가하며 4점 만점에 3점을 주었다.

## 같이 보기
- 크리스마스 영화 목록